# Бошко Буха (филм)
Бошко Буха је југословенски филм снимљен 1978. године. Режирао га је Бранко Бауер, а сценарио су писали Бошко Матић и Душан Перковић, и сарадници Предраг Голубовић, Арсен Диклић и Бранко Бауер.

## Радња
Прича о најмлађем пиониру и партизану Бошку Бухи, родом из Вировитице. Детињство његове генерације сурово је прекинуо рат, присиливши њега и његове вршњаке да прерано сазру. Ипак, у предаху битака и исцрпљујућих маршева, живнула би опет клица нагона за игром и несташлуцима, дечја радозналост, прве љубави. Борећи се са одраслима та деца су се борила за остатке свог детињства.

## Ликови[2]
| Глумац                 | Улога                              |
| ---------------------- | ---------------------------------- |
| Иван Којунџић          | Бошко Буха                         |
| Драган Бјелогрлић      | Сава Јовановић Сирогојно           |
| Жарко Радић            | Командант Миодраг Миловановић Луне |
| Марко Николић          | Командир Пушкар                    |
| Љубиша Самарџић        | Командир Милун                     |
| Милан Штрљић           | Командир Ђорђе                     |
| Мирољуб Лешо           | Политички комесар Бата             |
| Милена Дапчевић        | Докторка Рада                      |
| Небојша Бакочевић      | Драгутин Милошевић Чикало          |
| Љиљана Благојевић      | Болничарка Милена                  |
| Сабрија Бисер          | Фотограф & Кино оператер           |
| Саша Кузмановић        | Николица                           |
| Ненад Ненадовић        | Лале                               |
| Душан Тадић            | Јован                              |
| Ненад Ђорђевић         | Перица                             |
| Драган Савкић          | Јовица                             |
| Светлана Симић         | Јасна                              |
| Горан Племиш           | Скојевац                           |
| Душан Антонијевић      |                                    |
| Душан Јанићијевић      | Командир Љубиша                    |
| Иван Јонаш             |                                    |
| Рас Растодер           |                                    |
| Богдан Јакуш           |                                    |
| Ратко Милетић          |                                    |
| Зинаид Мемишевић       |                                    |
| Драгомир Станојевић    |                                    |
| Бранко Стефановић      |                                    |
| Стојан Анђелковић      |                                    |
| Наташа Бабић           |                                    |
| Душан Булатовић Џамбас |                                    |
| Саша Божић             |                                    |
| Предраг Ђухеровић      |                                    |
| Милан Ђурић            |                                    |
| Владимир Илић          |                                    |
| Зоран Илић             |                                    |
| Саша Јанковић          |                                    |
| Миралем Колечић        |                                    |
| Горан Танасковић       |                                    |
| Андрeја Маричић        |                                    |
| Мирјана Николић        |                                    |
| Анђелко Петровић       |                                    |
| Милан Пјевић           |                                    |
| Бранко Поповић         | Јовица                             |
| Миле Радуловић         |                                    |

## Занимљивости
- Лик докторке Раде је постојао у стварности. Докторка Рада је у ствари др Саша Божовић — лекар, која је у својој књизи „Теби моја Долорес“ описала до у детаље погибију Бошка Бухе, који је жртвовао свој живот штитећи рањену докторку коју није хтео да остави, иако је могао да се повуче-спасе. Сама др Божовић рањена је у обе ноге, стицајем животних околности била је једини преживели учесник тог догађаја као и самог рата.
- Гледаоци често буду у забуни мислећи да Бошка Буху игра Славко Штимац, а не Иван Којунџић јер је физичка сличност, као и боја гласа и нагласак, велика. Један од разлога је и то јер је Славко Штимац био звезда ранијих Бауерових филмова — „Салаш у Малом Риту” и „Зимовање у Јакобсфелду”. Иван Којунџић глумац натуршчик после се није бавио глумом иако је било понуда за његов ангажман (изузетак је епизодно појављивање у хрватској тв серији „Љубав у залеђу” 2003. године). Ожењен је има двоје деце, живи и ради у Загребу и запослен је на ХРТ-радију као спикер. Са својим филмским другарима никада се више није сретао, осим једном приликом са Драганом Бјелогрлићем, који је са својом студентском представом гостовао у Осијеку.[3]
- Своју прву улогу у овом филму одиграо је Драган Бјелогрлић.[4]
- Глумица Милена Дапчевић, која у филму тумачи лик докторке Раде била је супруга народног хероја Пека Дапчевића[5], који је у тренутку погибије Бошка Бухе био командант Другог корпуса, у чијем се саставу налазила и Друга пролетерска бригада чији је Бошко био борац.
- Музика из филма, а посебно песма „Нек нас се сете” била је веома популарна филмска нумера. Текст ове песме написао је Душко Радовић, музику је компоновао Зоран Симјановић, а отпевао је Оливер Драгојевић.[2]

## Награде
- Врњачка Бања: Награда за дијалоге – Душан Перковић
- Ниш: Специјална диплома – Иван Којунџић[2]
- Космај: Статуа „Слобода“ за филм
- Бомбај: Сребрни слон за режију, Сребрни слон за улогу – Иван Којунџић[2]
- Међународни фестивал: Линц
- Пула - диплома жирија Станислави Зарић за најбољу маску (ex aequo с филмом Квар)[2]
- Награда Вечерњих новости Ивану Којунџићу као најбољем натурчику.[2]